# Enrique Floriano
Enrique Floriano Millán (Lorca, 9 de octubre de 1982) es un deportista español que compitió en natación adaptada. Ganó nueve medallas en los Juegos Paralímpicos de Verano entre los años 2000 y 2012.

## Palmarés internacional
| Juegos Paralímpicos | Juegos Paralímpicos   | Juegos Paralímpicos | Juegos Paralímpicos          |
| Año                 | Lugar                 | Medalla             | Prueba                       |
| ------------------- | --------------------- | ------------------- | ---------------------------- |
| 2000                | Sídney (Australia)    | Medalla de oro      | 200 m estilos SM13           |
| 2000                | Sídney (Australia)    | Medalla de oro      | 400 m libre S13              |
| 2000                | Sídney (Australia)    | Medalla de plata    | 100 m espalda S13            |
| 2000                | Sídney (Australia)    | Medalla de bronce   | 4 × 100 m estilos S11-13     |
| 2004                | Atenas (Grecia)       | Medalla de plata    | 400 m libre S12              |
| 2004                | Atenas (Grecia)       | Medalla de plata    | 4 × 100 m estilos (49 ptos.) |
| 2004                | Atenas (Grecia)       | Medalla de bronce   | 200 m estilos SM12           |
| 2008                | Pekín (China)         | Medalla de plata    | 400 m libre S12              |
| 2012                | Londres (Reino Unido) | Medalla de plata    | 400 m libre S12              |